# والدو فیلو
والدو فیلو (به پرتغالی: Valdo Cândido Oliveira Filho) هافبک اهل برزیل است که در شهر Siderópolis و در تاریخ ۱۲ ژانویهٔ ۱۹۶۴ به دنیا آمده‌است.
والدو فیلو در تیم‌های فوتبال Figueirense سابقهٔ حضور دارد.